# Pfarrkirche Kleinmünchen

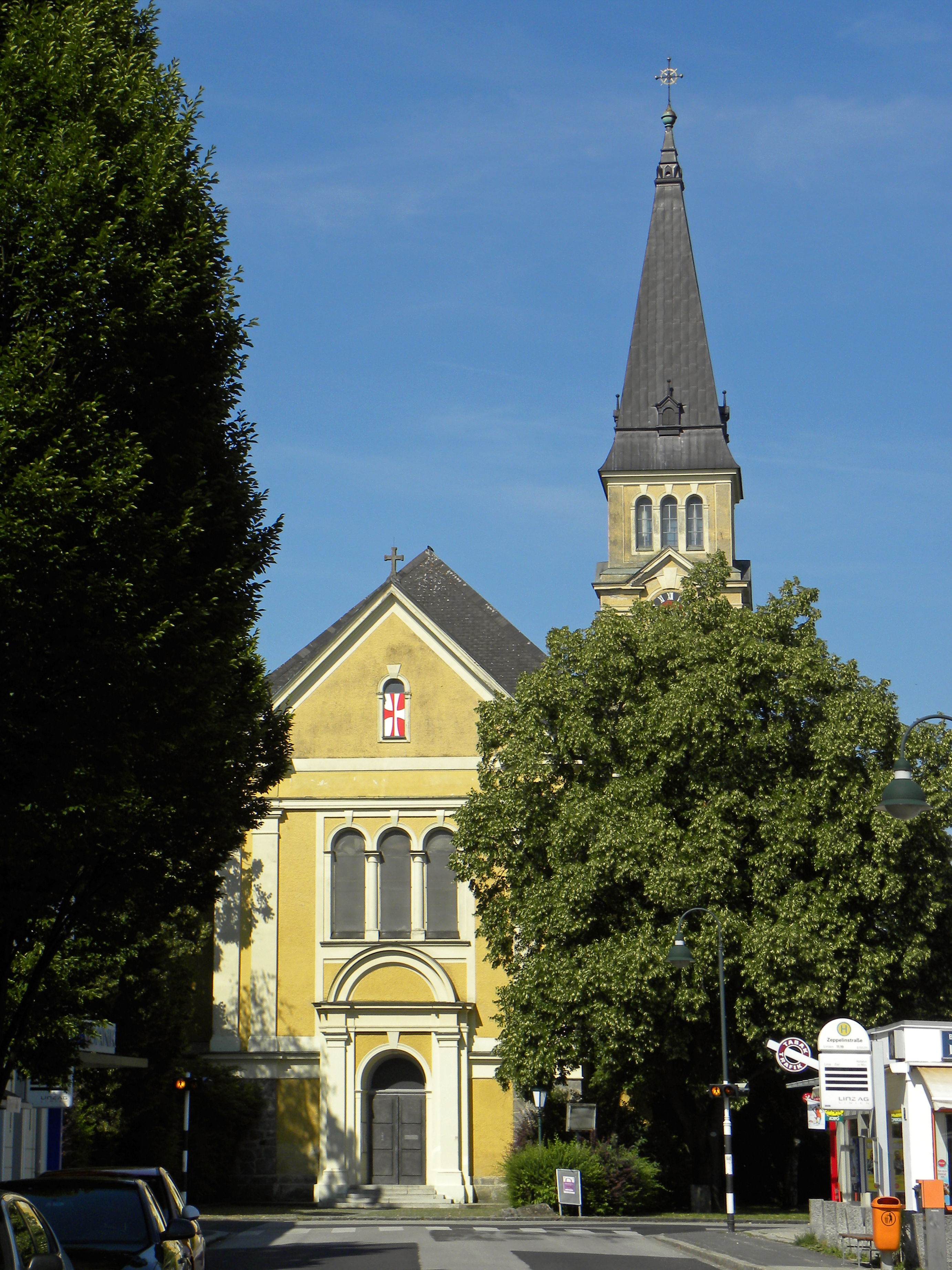
Pfarrkirche Kleinmünchen

Die Pfarrkirche Kleinmünchen steht im Linzer Stadtteil Kleinmünchen in Oberösterreich. Die römisch-katholische Pfarrkirche, die den Heiligen Josef und Quirinus von Siscia geweiht ist, gehört zum Dekanat Linz-Süd in der Diözese Linz. Die Kirche steht unter Denkmalschutz.

## Geschichte
Bereits im 10. Jahrhundert gab es eine Holzkirche in Kleinmünchen, der Ort war bis 1923 selbständige Gemeinde. Der erste Kirchenstandort war in der Dauphinestraße 40. 1778 wird Kleinmünchen eine Filialkirche der Pfarre Ebelsberg, 1784 bzw. 1892 selbständige Pfarre. Sie ist seit 1876 dem Stift St. Florian inkorporiert. Die sanierungsbedürftige alte Kirche wurde mangels Interesse an der Erhaltung 1919 an einen Privatmann verkauft und 1930 abgebrochen.
Die heutige Kirche in der Zeppelinstraße wurde 1905 bis 1906 nach Plänen des Linzer Dombaumeisters Matthäus Schlager im späthistoristischen Mischstil errichtet und 1906 geweiht. Die später ebenfalls von Schlager errichtete Pfarrkirche Oberndorf bei Salzburg ist nahezu baugleich mit der Kleinmünchner Kirche.
Der Altarraum wurde 1988 von Jakob Kopp neu gestaltet. Das Kruzifix stammt von Ägidius Gamsjäger, die Maria- und Johannes-Figuren von Alois Radlmayr. Die Orgel wurde von Wilhelm Zika 1958 erbaut.
Anlässlich des 100-Jahr-Jubiläums im Jahr 2006 wurde der Künstler Gerhard Knogler mit der Neugestaltung der Eingangstore beauftragt.

## Maße der Kirche
Die Kirche ist 49,4 m lang und 19,5 m breit. Die Innenhöhe beträgt 16,35 m, der Turm erreicht 58,8 m. Das Fassungsvermögen beträgt etwa 1000 Personen.